# Quipux Afrique
 (juillet 2025).
 (octobre 2024).
 (janvier 2024).
 (janvier 2024).
La mise en forme du texte ne suit pas les recommandations de Wikipédia : il faut le « wikifier ».
Les points d'amélioration suivants sont les cas les plus fréquents. Le détail des points à revoir est peut-être précisé sur la page de discussion.
- Les titres sont pré-formatés par le logiciel. Ils ne sont ni en capitales, ni en gras.
- Le texte ne doit pas être écrit en capitales (les noms de famille non plus), ni en gras, ni en italique, ni en « petit »…
- Le gras n'est utilisé que pour surligner le titre de l'article dans l'introduction, une seule fois.
- L'italique est rarement utilisé : mots en langue étrangère, titres d'œuvres, noms de bateaux, etc.
- Les citations ne sont pas en italique mais en corps de texte normal. Elles sont entourées par des guillemets français : « et ».
- Les listes à puces sont à éviter, des paragraphes rédigés étant largement préférés. Les tableaux sont à réserver à la présentation de données structurées (résultats, etc.).
- Les appels de note de bas de page (petits chiffres en exposant, introduits par l'outil «  Source ») sont à placer entre la fin de phrase et le point final[comme ça].
- Les liens internes (vers d'autres articles de Wikipédia) sont à choisir avec parcimonie. Créez des liens vers des articles approfondissant le sujet. Les termes génériques sans rapport avec le sujet sont à éviter, ainsi que les répétitions de liens vers un même terme.
- Les liens externes sont à placer uniquement dans une section « Liens externes », à la fin de l'article. Ces liens sont à choisir avec parcimonie suivant les règles définies. Si un lien sert de source à l'article, son insertion dans le texte est à faire par les notes de bas de page.
- La présentation des références doit suivre les conventions bibliographiques. Il est recommandé d'utiliser les modèles {{Ouvrage}}, {{Chapitre}}, {{Article}}, {{Lien web}} et/ou {{Bibliographie}}. Le mode d'édition visuel peut mettre en forme automatiquement les références.
- Insérer une infobox (cadre d'informations à droite) n'est pas obligatoire pour parachever la mise en page.

Pour une aide détaillée, merci de consulter Aide:Wikification.
Si vous pensez que ces points ont été résolus, vous pouvez retirer ce bandeau et améliorer la mise en forme d'un autre article.
Quipux Afrique  est une société de droit ivoirien, Elle bénéficie d'une participation financière de l'État de Côte d'Ivoire. Elle est spécialisée dans le développement de systèmes intégrés pour la gestion du transport.
L'entreprise est désignée dans le cadre d'une convention de concession par l'État ivoirien pour la mise en place de système de gestion intégrée de l'ensemble des activités de transport routier en  Côte d'Ivoire. Elle est chargée de la production des nouveaux permis de conduire ivoiriens à puce magnétique.

## Histoire
Quipux Afrique est, à sa création, une filiale du groupe colombien Quipux Innova qui opère dans plus de 50 villes à travers le monde.
Depuis 1995, Quipux Innova se consacre à la conception de solutions stratégiques pour les villes. Elle cumule plus de deux décennies d'expérience dans la gestion externalisée des services gouvernementaux.
En 2013, Quipux Innova commence ses activités en Côte d'Ivoire. Cette arrivée intervient après des difficultés à développer le même marché dans le secteur routier au Burkina Faso.
En 2014, Quipux Afrique obtient après appel d'offres de l'État de Côte d'Ivoire, la mise en place et l'exploitation de système de gestion intégré de l'ensemble des activités du transport routier dont la production de permis de conduire à puce magnétique ivoiriens pour une durée de six ans pour un investissement de 18 millions d’euros.
La Société Nationale de Développement Informatique (SNDI), au nom de l'État ivoirien, possède une participation de 35 % dans Quipux Afrique, dont le capital s'élève à 1 milliard de FCFA (équivalent à 1,5 million d'euros).
Fin 2023, le groupe colombien Quipux SAS sort du capital de l'entreprise. La société IBRAMEX devient l'actionnaire majoritaire avec 51 % des actions quant à l'État de Côte d'Ivoire représenté par la SNDI, sa participation financière est passée de 35 à 49 %.

## Rôle et domaines d'expertise

### Formation et Renforcement de capacités
Avec un revenu de 15 milliards de Francs CFA en 2015, l'entreprise bénéficie de l'expertise et des solutions technologiques de sa maison mère en Colombie et au Brésil. Elle opère dans la formation des agents de police à la sécurité routière, le renforcement des capacités des auto-écoles, la création d'une base de données regroupant toutes les informations, y compris médicales, sur les conducteurs ivoiriens.

### Centres de gestion intégrée
L’un des produits de Quipux Afrique adaptés aux réalités socio-économiques de la Côte d’Ivoire est le Centre de Gestion Intégrée (CGI). Le CGI a pour mission d’intégrer les nouvelles technologies de l’information et de la communication pour résoudre les problèmes du secteur des transports en Côte d’Ivoire grâce à la coordination des forces interinstitutionnelles en télécommunication et informatique, à la création d’espaces d’innovation et à l’utilisation de plateformes convergentes d’éducation. Le CGI facilite et sécurise toutes les démarches relatives aux transports terrestres en Côte d’Ivoire.
31 centres de gestion intégrée sont installés sur l'ensemble du territoire ivoirien, la plupart étant déjà opérationnels. Ces plateformes offrent aux conducteurs, la possibilité d'accomplir toutes leurs démarches administratives telles que l'obtention du permis, l'immatriculation des véhicules, l'obtention des titres de transporteurs. Ce réseau étendu vise à sécuriser les procédures, à réduire le nombre d'intermédiaires, les délais et les coûts associés.

### Système de transport Intelligent
L'État de Côte d’Ivoire a opérationnalisé son système de transport intelligent (STI) par le biais de Quipux Afrique qui en est l’opérateur technique chargé de sa mise en œuvre. Grâce à ce système, la capitale Abidjan s'est dotée de 173 radars accompagnés de PLUSIEURS  dispositifs mobiles, des véhicules équipés de radars, qui assurent le maillage complet de la ville.

## Organisation et personnel
Entre 2013 et 2017, Quipux Afrique investit plus de 20 millions d’euros en Côte d’Ivoire et créé près de 1 000 emplois.
La Mutuelle des Agents de Quipux Afrique est l'organisation qui coordonne les actions sociales entre agents.

### Conseil d'Administration
Avec la participation financière de l'État de Côte d'Ivoire, plusieurs structures étatiques sont représentées au sein du conseil d'administration de Quipux Afrique notamment la SNDI, le MPMBPE.

### Direction général
Ibrahima Koné assure la Direction Générale de Quipux Afrique depuis 2014. Il a été nommé par décret du Président de la République

## Prix et Distinctions
- Prix ISLQ International Star for Leadership in Quality en 2018 dans la catégorie OR décerné à la Convention International BID (Business Initiative Directions) tenue du 30 juin au 1er juillet 2018 à Paris. Trophée est décerné en tant qu’entité unique récompensant le leadership, la qualité, l’innovation, l’excellence, la technologie[8].
- 1ᵉʳ Prix Awards du prix Kofi Annan pour la sécurité routière récompensant  les meilleures pratiques en matière de sécurité routière en Afrique décerné  à Marrakech au Maroc,  le mardi 26 septembre 2023[9],[10]
- Primé Meilleure entreprise privée pour l’innovation technologique et le transport intelligent à l’occasion de la 1ʳᵉ édition de THE AFRICA ROAD BUILDERS le 25 mai 2016 à Lusaka en Zambie aux 51ᵉ assemblées annuelles de la BAD[11].